# Jaméricourt
Jaméricourt est une commune française située dans le département de l'Oise en région Hauts-de-France.

## Géographie

### Description
Jaméricourt est un village périurbain picard du Vexin français jouxtant Chaumont-en-Vexin, situé à 8 km à vol d'oiseau au nord-est de Gisors, 21 km au sud-ouest de Beauvais, 20 km au nord-ouest de Méru et 32 km au nord-ouest de Pontoise.
Elle est desservie par le tracé initial de l'ancienne route nationale 181 (actuelle RD 981) qui la relie à Gisors et Beauvais, ainsi que par la RD 153 qui donne accès à Pontoise.
En 1859, Jaméricourt est décrit comme étant une commune de faible dimension. « Son territoire a sa plus grande dimension du sud-ouest an nord-est, et affecte dans son contour la figure d'un rectangle. Il présente un sol généralement plat, inclinant vers le sud-ouest ; aucun cours d'eau ne le traverse.
La route impériale n° 181, de Breteuil à Evreux , le parcourt à l'ouest, et la route départementale n° 10, de Beauvais à Mantes, passe à l'est.
Le chef-lieu, composé d'une rue et de trois ou quatre ruelles, occupe le centre de la région nord-est du territoire.
Le hameau de Hardencourt , fort de sept maisons, est situé dans la région sud-ouest""  ».

### Communes limitrophes
Les communes limitrophes sont  Boutencourt, Chaumont-en-Vexin, Thibivillers, Trie-la-Ville et Énencourt-Léage.
|                 | Boutencourt       |              |
| Énencourt-Léage | Jaméricourt       | Thibivillers |
| Trie-la-Ville   | Chaumont-en-Vexin |              |

### Hydrographie
La commune est située dans le bassin Seine-Normandie. Elle n'est drainée par aucun cours d'eau,.

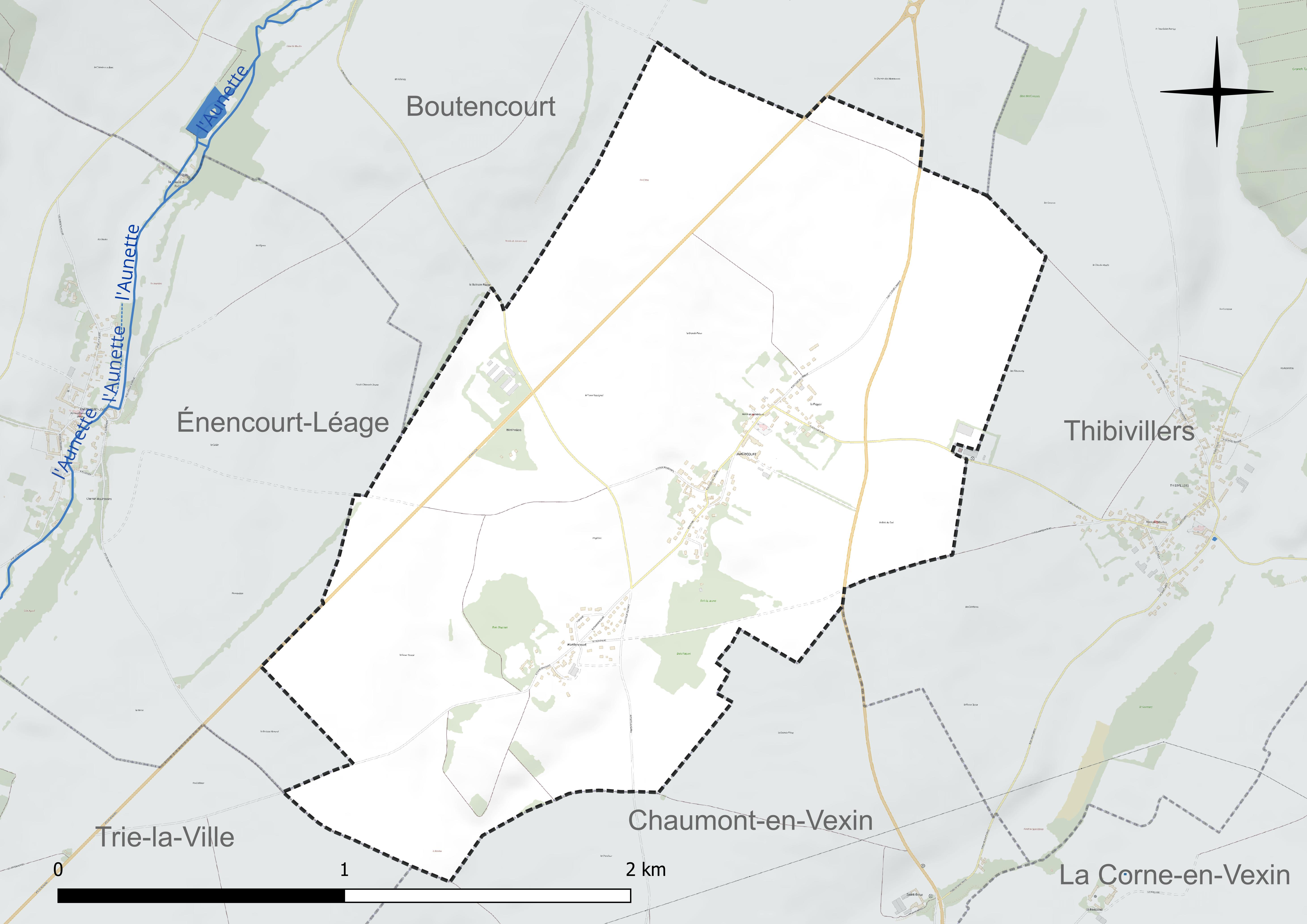
Réseau hydrographique de Jaméricourt.

### Climat
Le climat qui caractérise la commune est qualifié, en 2010, de « climat océanique dégradé des plaines du Centre et du Nord », selon la typologie des climats de la France qui compte alors huit grands types de climats en métropole. En 2020, la commune ressort du type « climat océanique altéré » dans la classification établie par Météo-France, qui ne compte désormais, en première approche, que cinq grands types de climats en métropole. Il s'agit d'une zone de transition entre le climat océanique, le climat de montagne et le climat semi-continental. Les écarts de température entre hiver et été augmentent avec l'éloignement de la mer. La pluviométrie est plus faible qu'en bord de mer, sauf aux abords des reliefs.
Les paramètres climatiques qui ont permis d'établir la typologie de 2010 comportent six variables pour les températures et huit pour les précipitations, dont les valeurs correspondent à la normale 1971-2000. Les sept principales variables caractérisant la commune sont présentées dans l'encadré ci-contre :
Avec le changement climatique, ces variables ont évolué. Une étude réalisée en 2014 par la Direction générale de l'Énergie et du Climat complétée par des études régionales prévoit en effet que la  température moyenne devrait croître et la pluviométrie moyenne baisser, avec toutefois de fortes variations régionales. La station météorologique de Météo-France installée sur la commune et mise en service en 1990 permet de connaître en continu l'évolution des indicateurs météorologiques. Le tableau détaillé pour la période 1981-2010 est présenté ci-après.
| Mois                                  | jan.           | fév.            | mars          | avril         | mai           | juin            | jui.           | août           | sep.          | oct.          | nov.            | déc.             | année      |
| ------------------------------------- | -------------- | --------------- | ------------- | ------------- | ------------- | --------------- | -------------- | -------------- | ------------- | ------------- | --------------- | ---------------- | ---------- |
| Température minimale moyenne (°C)     | 1,3            | 1,5             | 3             | 4,3           | 7,6           | 9,9             | 12,2           | 12,3           | 9,8           | 7,5           | 4,1             | 1,4              | 6,3        |
| Température moyenne (°C)              | 3,9            | 4,7             | 7,3           | 9,5           | 13,1          | 15,8            | 18,5           | 18,5           | 15,1          | 11,5          | 7,1             | 3,9              | 10,8       |
| Température maximale moyenne (°C)     | 6,5            | 7,9             | 11,5          | 14,6          | 18,6          | 21,8            | 24,8           | 24,7           | 20,5          | 15,5          | 10,1            | 6,3              | 15,3       |
| Record de froid (°C) date du record   | −14,8 09.01.09 | −14,6 07.02.12  | −9,6 01.03.05 | −6 06.04.21   | −1,8 06.05.19 | −0,7 05.06.1991 | 2,6 04.07.1990 | 2,7 28.08.1998 | 0,1 30.09.18  | −4,1 28.10.03 | −8,6 24.11.1998 | −11,1 29.12.1996 | −14,8 2009 |
| Record de chaleur (°C) date du record | 15,6 27.01.03  | 19,4 24.02.1990 | 24,7 31.03.21 | 27,2 29.04.10 | 31 27.05.05   | 37,6 27.06.11   | 41,8 25.07.19  | 39,8 12.08.03  | 34,4 15.09.20 | 28,6 01.10.11 | 21,2 01.11.14   | 16,6 07.12.00    | 41,8 2019  |
| Précipitations (mm)                   | 60             | 53,2            | 50,3          | 53,3          | 54,7          | 56,3            | 65,3           | 52,6           | 51,5          | 65,3          | 65,9            | 72,5             | 700,9      |

## Urbanisme

### Typologie
Au 1er janvier 2024, Jaméricourt est catégorisée commune rurale à habitat dispersé, selon la nouvelle grille communale de densité à sept niveaux définie par l'Insee en 2022.
Elle est située hors unité urbaine. Par ailleurs la commune fait partie de l'aire d'attraction de Paris, dont elle est une commune de la couronne,.

### Occupation des sols

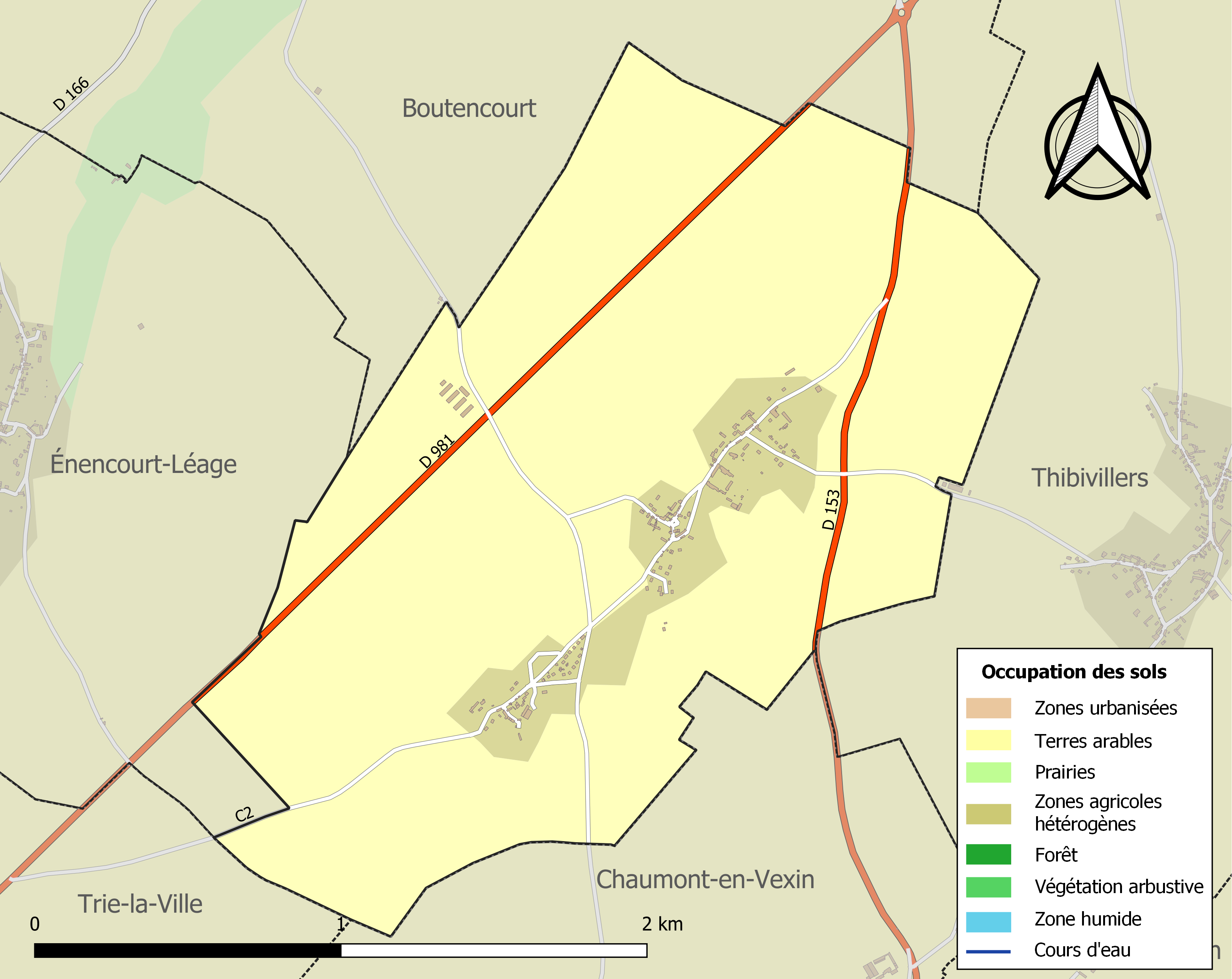
Carte des infrastructures et de l'occupation des sols de la commune en 2018 (CLC).

L'occupation des sols de la commune, telle qu'elle ressort de la base de données européenne d'occupation biophysique des sols Corine Land Cover (CLC), est marquée par l'importance des territoires agricoles (100 % en 2018), une proportion identique à celle de 1990 (100 %). La répartition détaillée en 2018 est la suivante : 
terres arables (90,9 %), zones agricoles hétérogènes (9,1 %). L'évolution de l'occupation des sols de la commune et de ses infrastructures peut être observée sur les différentes représentations cartographiques du territoire : la carte de Cassini (XVIIIe siècle), la carte d'état-major (1820-1866) et les cartes ou photos aériennes de l'IGN pour la période actuelle (1950 à aujourd'hui).

### Lieux-dits, hameaux et écarts
La commune compte un hameau, Hardencourt, situé au sud-ouest du village.

### Habitat et logement
En 2018, le nombre total de logements dans la commune était de 123, alors qu'il était de 120 en 2013 et de 101 en 2008.
Parmi ces logements, 89,4 % étaient des résidences principales, 8,2 % des résidences secondaires et 2,4 % des logements vacants. Ces logements étaient pour 99,2 % d'entre eux des maisons individuelles et pour 0,8 % des appartements.
Le tableau ci-dessous présente la typologie des logements à Jaméricourt en 2018 en comparaison avec celle de l'Oise et de la France entière. Une caractéristique marquante du parc de logements est ainsi une proportion de résidences secondaires et logements occasionnels (8,2 %) supérieure à celle du département (2,5 %) mais légèrement inférieure à celle de la France entière (9,7 %). Concernant le statut d'occupation de ces logements, 85,5 % des habitants de la commune sont propriétaires de leur logement (86,7 % en 2013), contre 61,4 % pour l'Oise et 57,5 % pour la France entière.
| Typologie                                               | Jaméricourt | Oise | France entière |
| ------------------------------------------------------- | ----------- | ---- | -------------- |
| Résidences principales (en %)                           | 89,4        | 90,4 | 82,1           |
| Résidences secondaires et logements occasionnels (en %) | 8,2         | 2,5  | 9,7            |
| Logements vacants (en %)                                | 2,4         | 7,1  | 8,2            |

### Voies de communication et transports
La commune est desservie, en 2023, par les lignes 6105, 6107, 6136 et 6146 du réseau interurbain de l'Oise.

## Toponymie
Le nom est attesté sous la forme Gemericurtis vers 1140, Gameri curtem en 1188, puis Gemericourt en 1234. Il y a plusieurs possibilités pour expliquer son origine.
Soit un nom d'homme germanique Germar, avec le suffixe gallor-romain -iacum, suivi par le latin cōrtem « domaine » (dérivé de cohors).
Soit un nom d'homme germanique Gamhari, suivi par le latin cōrtem.
Soit un nom d'homme germanique Gamerius, avec le suffixe gallor-romain -iacum, au féminin -iaca (terra « terre » étant sous-entendu). La finale cortis, cōrtem ayant été ajoutée tardivement.

## Histoire
Au milieu du XIXe siècle, la commune disposait d'une mairie-école, qui remplaçait « une autre maison d'école donnée en 1740 par M. Bertault, curé à cette époque ». Les habitants avaient une activité agricole.

## Politique et administration
| Période                                  | Période                   | Identité        | Étiquette | Qualité                                                                                  |
| ---------------------------------------- | ------------------------- | --------------- | --------- | ---------------------------------------------------------------------------------------- |
| Les données manquantes sont à compléter. |                           |                 |           |                                                                                          |
|                                          |                           |                 |           |                                                                                          |
| mars 2001                                | En cours (au 6 juin 2023) | Bertrand Gernez |           | Agriculteur Président de la CC du Vexin-Thelle (2018 → ) Réélu pour le mandat 2020-2026, |

## Équipements et services publics

### Enseignement
La commune était membre depuis 1988 du regroupement pédagogique intercommunal constitué avec Bachivillers, Enencourt-le-Sec, Boissy-le-Bois, Handivillers-en-Vexin et Thibivillers. Devant la décision de l'éducation nationale de fermer l'école de la commune, la commune a passé un accord en 2009 avec celle de Chaumont-en-Vexin afin que les enfants soient scolarisés dans le groupe scolaire maternelle et primaire Roger-Blondeau, situé à environ 2 km du village.

## Population et société

### Démographie

#### Évolution démographique
L'évolution du nombre d'habitants est connue à travers les recensements de la population effectués dans la commune depuis 1793. Pour les communes de moins de 10 000 habitants, une enquête de recensement portant sur toute la population est réalisée tous les cinq ans, les populations de référence des années intermédiaires étant quant à elles estimées par interpolation ou extrapolation. Pour la commune, le premier recensement exhaustif entrant dans le cadre du nouveau dispositif a été réalisé en 2007.

En 2022, la commune comptait 309 habitants, en évolution de −3,44 % par rapport à 2016 (Oise : +0,87 %, France hors Mayotte : +2,11 %).
| 1793 | 1800 | 1806 | 1821 | 1836 | 1841 | 1846 | 1851 | 1856 |
| ---- | ---- | ---- | ---- | ---- | ---- | ---- | ---- | ---- |
| 141  | 142  | 154  | 156  | 133  | 118  | 123  | 128  | 104  |

| 1861 | 1866 | 1872 | 1876 | 1881 | 1886 | 1891 | 1896 | 1901 |
| ---- | ---- | ---- | ---- | ---- | ---- | ---- | ---- | ---- |
| 106  | 115  | 102  | 104  | 116  | 103  | 104  | 111  | 111  |

| 1906 | 1911 | 1921 | 1926 | 1931 | 1936 | 1946 | 1954 | 1962 |
| ---- | ---- | ---- | ---- | ---- | ---- | ---- | ---- | ---- |
| 90   | 100  | 66   | 82   | 91   | 104  | 91   | 91   | 83   |

| 1968 | 1975 | 1982 | 1990 | 1999 | 2006 | 2007 | 2012 | 2017 |
| ---- | ---- | ---- | ---- | ---- | ---- | ---- | ---- | ---- |
| 68   | 75   | 92   | 166  | 200  | 240  | 246  | 313  | 322  |

| 2022 | - | - | - | - | - | - | - | - |
| ---- | - | - | - | - | - | - | - | - |
| 309  | - | - | - | - | - | - | - | - |

#### Pyramide des âges
La population de la commune est relativement jeune.
En 2018, le taux de personnes d'un âge inférieur à 30 ans s'élève à 36,4 %, soit en dessous de la moyenne départementale (37,3 %). À l'inverse, le taux de personnes d'âge supérieur à 60 ans est de 19,2 % la même année, alors qu'il est de 22,8 % au niveau départemental.
En 2018, la commune comptait 162 hommes pour 159 femmes, soit un taux de 50,47 % d'hommes, légèrement supérieur au taux départemental (48,89 %).
Les pyramides des âges de la commune et du département s'établissent comme suit.
| Hommes | Classe d’âge | Femmes |
| ------ | ------------ | ------ |
| 0,0    | 90 ou +      | 0,6    |
| 1,8    | 75-89 ans    | 3,8    |
| 17,8   | 60-74 ans    | 14,5   |
| 17,2   | 45-59 ans    | 18,9   |
| 27,6   | 30-44 ans    | 25,2   |
| 11,7   | 15-29 ans    | 10,7   |
| 23,9   | 0-14 ans     | 26,4   |

| Hommes | Classe d’âge | Femmes |
| ------ | ------------ | ------ |
| 0,5    | 90 ou +      | 1,4    |
| 5,5    | 75-89 ans    | 7,6    |
| 15,6   | 60-74 ans    | 16,3   |
| 20,8   | 45-59 ans    | 20     |
| 19,4   | 30-44 ans    | 19,4   |
| 17,6   | 15-29 ans    | 16,2   |
| 20,6   | 0-14 ans     | 19,1   |

## Culture locale et patrimoine

### Lieux et monuments

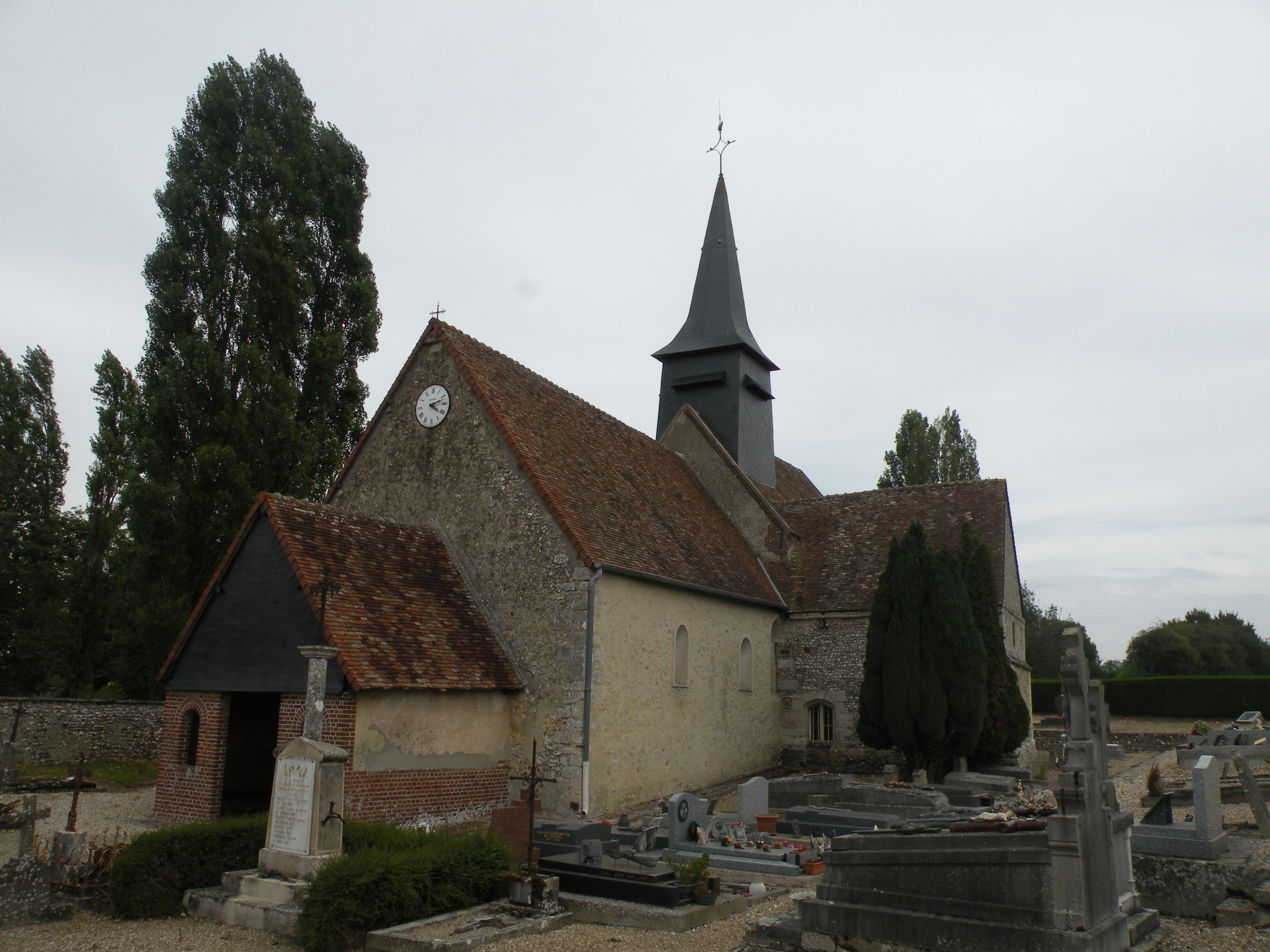
Église Saint-Martin.

- Église Saint-Martin, constituée d'une nef unique romane de la fin du XIe siècle ou du début du XIIe siècle construite en silex et briques, suivie d'un chœur gothiquede deux travées du début du XIIIe siècle  dont la première est flanquée d'une  ancienne chapelle seigneuriale du XIVe siècle maintes fois remaniée et transformée en sacristie, et un chevet plat, l'ensemble étant précédé d'un petit porche en partie refait mais qui a conservé sa charpente en carène.
À l'intérieur se trouve un beau retable du maître autel du XVIIIe siècle ainsi qu'un exceptionnel saint Martindu XVIe siècle[25],[26].
- Monument aux morts

### Personnalités liées à la commune
- Jacqueline Caurat (1927-2021), présentatrice, animatrice de télévision et journaliste française, a eu une maison à Jaméricourt[27].

### Héraldique
| Blason de Jaméricourt | Blason  | De sable au chevron d'or accompagné en chef de deux croissants et en pointe d'une molette d'éperon, le tout du même. |
| Blason de Jaméricourt | Détails | Le statut officiel du blason reste à déterminer.                                                                     |